# Route du Roi-Louis
En Allemagne, la route du Roi-Louis (König-Ludwig-Weg), en hommage au roi Louis II de Bavière parcourt sur 120 km,  de Starnberg à Füssen, la Haute-Bavière et la Souabe bavaroise.

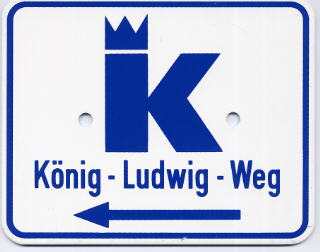
Panneau de signalisation de la route du Roi-Louis

Elle traverse les communes de :
- Starnberg
- Erling
- Monastère d'Andechs
- Herrsching
- Dießen am Ammersee
- Raisting
- Wessobrunn
- Hoher Peissenberg
- Peiting
- Rottenbuch
- Wildsteig
- Wies
- Steingaden
- Halblech
- Schwangau
- Füssen